# Carlos Drummond de Andrade
Carlos Drummond de Andrade (IPA: [ˈkaɾlus dɾuˈmõ d͡ʒi ɐ̃ˈdɾad͡ʒi]; Itabira, 31 ottobre 1902 – Rio de Janeiro, 17 agosto 1987) è stato un poeta, scrittore e funzionario brasiliano, considerato uno dei più influenti letterati del suo tempo.

## Biografia
La sua formazione culturale iniziò a Belo Horizonte e proseguì a Nova Friburgo nel collegio gesuita Anchieta.
Dopo aver seguito il corso universitario di farmacia, intraprese la carriera di insegnante e di giornalista.
Negli anni successivi assunse il ruolo di funzionario del Ministero della Pubblica Istruzione.
Numerose furono le sue iniziative culturali, come ad esempio la fondazione della rivista letteraria A Revista e la partecipazione al movimento modernista.

## Il Modernismo Brasiliano

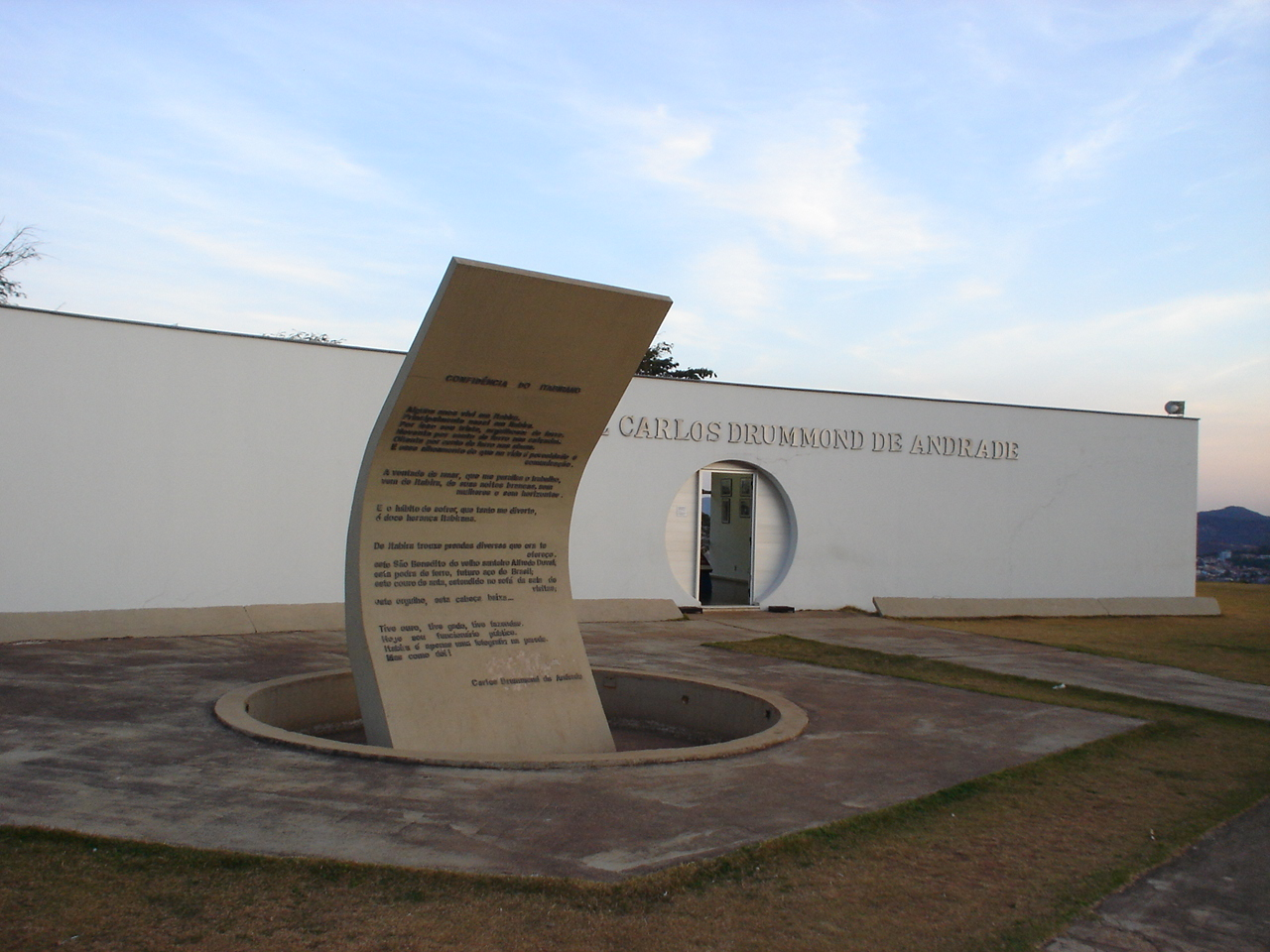
Memorial Carlos Drummond de Andrade, a Itabira.

Drummond, come tutti gli altri modernisti, proclamò la libertà delle parole, una libertà idiomatica tesa a creare modelli idiomatici ai limiti delle convenzioni. Seguì di fatto la libertà proposta da Mario de Andrade.
Con l'istituzione del verso libero, accentuò la libertà metrica, dimostrando che questo non dipende da un metro fisso.

## Parabola letteraria
Il suo esordio letterario avvenne con la raccolta poetica intitolata Alguma Poesia (1930), dove accanto ai dettami modernisti fecero capolino toni introspettivi innovativi. Con Brejo das Almas (1934) l'autore espresse una notevole carica di humour e sarcasmo, ma bisognerà attendere Sentimento do Mundo (1940) per capire il vero talento del poeta; in questo lavoro l'ironia fece da contrappunto al lirismo e quindi Drummond risolse il contrasto fra aspirazione e creazione.
Negli anni quaranta l'autore venne influenzato dagli eventi bellici, quindi impregnò i suoi lavori di tematiche sociali e rese più impetuoso il tono delle sue liriche.
Durante gli anni cinquanta le liriche di Drummond assunsero un'atmosfera di mistero, di tormento ma anche di contemplazione, mentre rimase inalterato il desiderio del poeta di comunione con la natura e gli esseri umani.
Tra le tematiche fondamentali del poeta, si annoverarono quelle della famiglia, della terra natale, dell'amicizia, della società, dell'amore e dell'esistenza.
Vasta ed importante anche la sua attività narrativa e saggistica.

## Opere

### Poesia
- Alguma Poesia (1930)
- Brejo das Almas (1934)

- Sentimento do Mundo (1940)
- José (1942)
- A Rosa do Povo (1945)
- Claro Enigma (1951)
- Fazendeiro do ar (1954)
- Quadrilha (1954)
- Viola de Bolso (1955)
- Lição de Coisas (1964)
- Boitempo (1968)
- A falta que ama (1968)
- Nudez (1968)
- As Impurezas do Branco (1973)

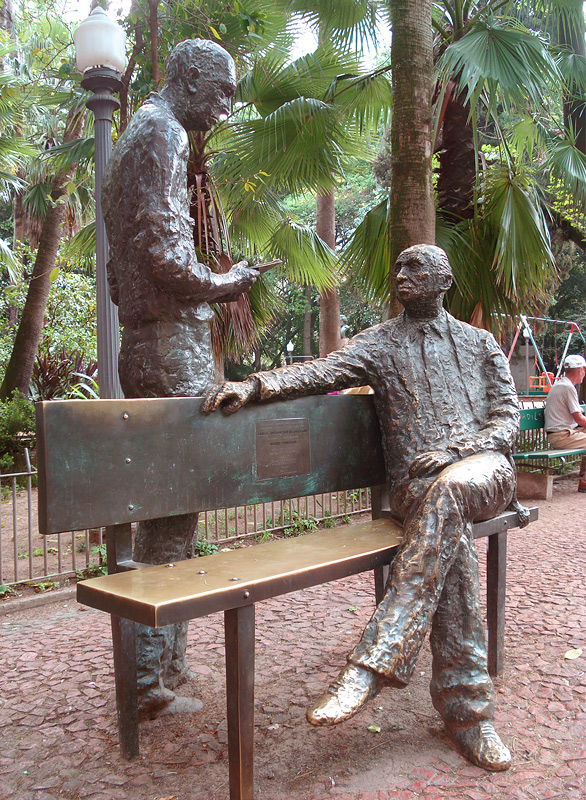
Monumento a Carlos Drummond e Mario Quintana nella Piazza Alfàndega, a Porto Alegre

- Menino Antigo (Boitempo II) (1973)
- A Visita (1977)
- Discurso de Primavera (1977)
- Algumas Sombras (1977)
- O marginal clorindo gato (1978)
- Esquecer para Lembrar (Boitempo III) (1979)
- A Paixão Medida (1980)
- Caso do Vestido (1983)
- Corpo (1984)
- Amar se aprende amando (1985)
- Poesia Errante (1988)
- O Amor Natural (1992)
- Farewell (1996)

#### Opere tradotte in italiano
- Sentimento del mondo, traduzione di Antonio Tabucchi, Torino 1987
- Un chiaro enigma, da Alguma poesia  a Fazendeiro do ar a cura di Fernanda Toriello, Bari 1987
- Un chiaro enigma, da A vida passada a limpo a Poesia errante a cura di Fernanda Toriello, Bari 1990
- L'Amore naturale a cura di Fernanda Toriello, Bari 1997

### Antologia poetica
- 50 poemas escolhidos pelo autor (1956)
- Antologia Poética (1962)
- Antologia Poética (1965)
- Seleta em Prosa e Verso (1971)
- Amor, Amores (1975)
- Carmina drummondiana (1982)
- Boitempo I e Boitempo II (1987)
- A última pedra no meu caminho (1950)

### Letteratura infantile
- O Elefante (1983)
- História de dois amores (1985)
- O pintinho (1988) ("Il pulcino")

### Prosa
- Confissões de Minas (1944)
- Contos de Aprendiz (1951)
- Passeios na Ilha (1952)
- Fala, amendoeira (1957)
- A bolsa & a vida (1962)
- Cadeira de balanço (1966)
- Caminhos de João Brandão (1970)
- O poder ultrajovem e mais 79 textos em prossa e verso (1972)
- De notícias & não-notícias faz-se a crônica (1974)
- Os dias lindos (1977)
- 70 historinhas (1978)
- Contos plausíveis (1981)
- Boca de luar (1984)
- O observador no escritório (1985)
- Tempo vida poesia (1986)
- Moça deitada na grama (1987)
- O avesso das coisas (1988)
- Auto-retrato e outras crônicas (1989)